# イノセント・マン (曲)
イノセント・マン（An Innocent Man）は、1983年にビリー・ジョエルがアルバム『イノセント・マン』から3枚目のシングルとしてリリースした曲。
ベン・E・キングとドリフターズへのオマージュである音楽スタイルを持つこの曲は、ビルボードホット 100チャートで10位に達し、アルバムからの3回連続のトップ10シングルとなった。 また、ビルボードアダルト コンテンポラリー チャートで1週間1位を獲得した。
ジョエルは1997年のインタビューで、歌の中で歌った高音について次のように述べている。「栄光？それがビリーの高音の終わりだった」 

## 評論
キャッシュボックスは、「郊外の軽快さでソウルフルに聞こえるビリーの声は、以前の「アンティル・ザ・ナイト」を思い起こさせるパフォーマンスでライチャス・ブラザーズからヒントを得ている」と評した。